# Rokas Jokubaitis
Rokas Jokubaitis   (Mažeikiai, 19 de novembre de 2000) és un jugador de bàsquet lituà. Amb 1,93 metres d'alçada, juga en la posició de base.

## Trajectòria
És un base format en la pedrera del Žalgiris Kaunas, amb el qual destacaria en els equips base del club lituà. Rokas participaria en dos Adidas Next Generation Tournament i en el Basketball Without Borders, dos dels grans esdeveniments de categoria inferior.
En el primer Adidas Next Generation Tournament, en la 2016-17, Rokas va aconseguir portar al Zalgiris Kaunas al títol, i a més es va alçar amb el títol d'MVP, després d'acabar la final davant Centrè Federal (62-57) amb 18 punts, 1 rebots, 6 assistències.
La seva segona participació en el Torneig Adidas Next Generation Tournament va ser en la temporada 2017-18, on el Žalgiris Kaunas acabaria en tercera posició, fent una mitjana de 15 punts, 3.8 rebots i 8.3 assistències en 4 partits.
En 2019, formaria part de la primera plantilla de Žalgiris Kaunas. La temporada 2019-20, va fer una mitjana de 5.9 punts, 1.1 rebots, 3.5 assistències en 8 trobades disputades en la Lietuvos Krepšinio Lyga. A més va disputar 8 trobades d'Eurolliga, en els quals va fer una mitjana de 8 punts, 1.5 rebots, 2.6 assistències.

### FC Barcelona
El juliol de 2021 s'oficialitza el seu fitxatge pel Futbol Club Barcelona per quatre temporades. Rokas es va presentar al Draft de l'NBA de 2021, sent triat pels Oklahoma City Thunder en la posició número 34, sent traspassat aquesta mateixa nit als Nova York Knicks. Poc després, va rebre el permís del F.C. Barcelona per a participar en la Lliga d'Estiu de l'NBA amb els Knicks, participant en tres partits de la competició.
En la Ronda 12 de l'Eurolliga 2021-22, va anotar 15 punts en la victòria enfront del seu ex-equip, el Zalgiris Kaunas, sent el seu nou màxim d'anotació en la competició. En la Jornada 17 de la competició europea, va tornar a repetir màxim d'anotació en la victòria en la pròrroga contra el UNICS Kazan. Al gener de 2022, va signar 16 punts contra el Anadolu Efes, suposant un nou rècord d'anotació en Eurolliga. En la final de la Copa del Rei de 2022, va anotar 9 punts en l'últim quart, per a un total de 12 en el partit, que van ajudar el Barça a imposar-se al Reial Madrid per 59-64. Després de finalitzar la temporada regular de l'Eurolliga, va ser triat com a millor jugador jove de la competició amb el guardó Euroleague Rising Star.

### Internacional
Al setembre de 2022 va disputar amb el combinat absolut lituà l'Eurobasket 2022, finalitzant en quinzena posició.
Durant agost i setembre de 2023 va ser integrant de la selecció de Lituània que va participar en el Mundial de 2023 celebrat a Àsia, i que va finalitzar en sisè lloc.

## Palmarès

### FC Barcelona
- Copa del Rei (1): 2022
- Lliga ACB (1): 2023

### Zalgiris Kaunas
- Lliga de Lituània (3): 2018-19, 2019-20 i 2020-21
- Copa del Rei Mindaugas (2): 2020 i 2021

### Consideracions individuals
- Millor Jugador Jove de la Lliga de Lituània (1): 2020-21
- Millor Quintet Jove de l'ACB (1): 2021-22
- Euroleague Rising Star (1): 2021-22